# Petite rivière Port-Daniel
Pour les articles homonymes, voir Port-Daniel.
La Petite rivière Port-Daniel coule dans la région administrative de la Gaspésie–Îles-de-la-Madeleine, au Québec, au Canada. Plus spécifiquement, cette rivière traverse successivement les municipalités régionales de comté de:
- MRC de Bonaventure: le territoire non organisé de Rivière-Bonaventure (canton de Honorat), la municipalité de Saint-Godefroi et la municipalité de Shigawake;
- MRC Le Rocher-Percé : la municipalité de Port-Daniel–Gascons (secteur "Rivière-Port-Daniel").

La "Petite rivière Port-Daniel" est un affluent de la baie de Port-Daniel, située sur la rive Nord de La Baie-des-Chaleurs; cette dernière s'ouvre à son tour vers l'Est sur le golfe du Saint-Laurent.

## Géographie
La "Petite rivière Port-Daniel" prend sa source de ruisseaux de montagne dans la partie Sud-Est du canton de Honorat lequel fait partie du territoire non organisé de Rivière-Bonaventure.
Cette source est située sur le versant Sud de la ligne de départage des eaux ; la rivière Hall draine le versant Ouest et Nord ; la rivière Port-Daniel du Milieu draine le versant Est. La partie supérieure de la « Petite rivière Port-Daniel » coule plus ou moins en parallèle du côté Est de la rivière Hall.
Cette source de la rivière est située à :
- 2,1 km au Sud-Ouest de la limite Ouest du canton de Weir, situé dans le territoire non organisé de Rivière-Bonaventure ;
- 4,4 km au Nord de la limite de la municipalité de Shigawake;
- 1,0 km au Sud-Ouest de la limite de la MRC de Le Rocher-Percé;
- 18,7 km au Nord-Ouest du pont de la route 132 qui enjambe l'embouchure du petit barachois situé à la confluence de la "Petite rivière-Port-Daniel".

À partir de sa source, la "Petite rivière Port-Daniel" coule sur 31,0 km vers le Sud, puis l'Est, surtout en milieu forestier et montagneux, répartis selon les segments suivants:
Cours supérieur de la rivière (segment de 12,4 km)
- 5,3 km vers le Sud, jusqu'à la limite Nord de la municipalité de Saint-Godefroi;
- 0,8 km vers le Sud, jusqu'à la confluence du ruisseau See (venant du Nord-Ouest);
- 1,9 km vers le Sud, puis vers l'Est, jusqu'à la confluence d'un ruisseau (venant du Nord);
- 1,4 km vers le Nord-Est, jusqu'à la limite de la municipalité de Shigawake;
- 3,0 km vers le Sud-Est, en formant une courbe vers l'Est, jusqu'à la confluence du ruisseau de la Sellette (venant de l'Ouest).

Cours inférieur de la rivière (segment de 18,6 km)
- 1,4 km vers l'Est, jusqu’à la confluence d'un ruisseau (venant du Sud-Ouest);
- 0,5 km vers l'Est, jusqu'à la confluence d'un ruisseau (venant du Nord);
- 2,1 km vers l'Est, puis vers le Sud, jusqu'à la confluence d'un ruisseau (venant du Sud-Ouest);
- 1,9 km vers l'Est, jusqu'à la limite de la municipalité de Port-Daniel–Gascons;
- 0,7 km vers l'Est, jusqu'à la confluence du ruisseau Rankin (venant du Nord);
- 6,1 km vers l'Est, en formant une courbe vers le Sud, jusqu'à la confluence du ruisseau des Portes de l'Enfer (venant du Nord-Ouest);
- 1,9 km vers l'Est, en formant une courbe vers le Sud, jusqu'à la confluence du ruisseau Langlois (venant du Sud-Ouest) qui se déverse au Sud du hameau de Clemville;
- 1,2 km vers l'Est, en serpentant jusqu'à la confluence d'un ruisseau (venant du Nord-Ouest);
- 2,3 km vers l'Est, jusqu'au pont ferroviaire du Canadien National lequel est situé sur la rive Nord-Ouest d'un petit barachois ;
- 0,5 km vers l'Est, jusqu'à l'embouchure du petit barachois dont l'embouchure est délimité par le pont de la route 132[2].

Ce petit barachois se déverse du côté Nord-Est dans la « Baie de Port-Daniel » en passant sous le pont de la route 132, laquelle s'ouvre vers les Sud-Est dans La Baie-des-Chaleurs. Cette baie dont la largeur à l'ouverture est de 2,8 km, est délimitée par le "Cap de la Vieille" (du côté Est) et par la Pointe du Sud-Ouest.
La confluence de la rivière est située du côté Nord du village de Port-Daniel-Centre, du côté Sud-Ouest du village Port-Daniel-Est et au Sud-Ouest du barachois de Rivière-Port-Daniel.

## Toponymie
Le toponyme "Petite rivière Port-Daniel" a été officialisé le 5 décembre 1968 à la Commission de toponymie du Québec.